# Christian Ortag
Christian Ortag (* 14. Januar 1995 in Karlsruhe) ist ein deutscher Fußballtorwart. Mit dem SSV Ulm 1846, bei dem er seit 2018 unter Vertrag steht, schaffte er den Aufstieg in die 2. Bundesliga.

## Sportlicher Werdegang
Ortag spielte in der Jugend für den TSV Palmbach und den SC Wettersbach. Später wechselte er in der Nachwuchsbereich des Karlsruher SC. Zur Saison 2013/14 wechselte er dann zur zweiten Mannschaft des FC Ingolstadt 04, für die er in 49 Spielen in der Regionalliga Bayern das Tor hütete. Im Sommer 2017 folgte der Wechsel zu den Stuttgarter Kickers, wo er jedoch zum Ende der Saison seinen Stammplatz an Miro Varvodić verlor und den Verein bereits nach einer Spielzeit wieder verließ.
Ortag schloss sich dem SSV Ulm 1846 in der Regionalliga Südwest an, der einen Umbruch im Kader vollzogen und ihn als einen von drei neuen Torhütern verpflichtete. Dabei etablierte er sich als Stammspieler und stand auch beim 2:1-Erstrundenerfolg im DFB-Pokal 2018/19 über Titelverteidiger Eintracht Frankfurt zwischen den Pfosten. Nach einer Verletzung musste er im letzten Drittel der Regionalliga-Spielzeit 2018/19 dem vom SV Grödig gekommenen David Hundertmark den Vortritt lassen. In der aufgrund der COVID-19-Pandemie in Deutschland frühzeitig abgebrochenen Folgesaison stand er in allen 22 von den „Spatzen“ bestrittenen Saisonpartien im Tor, die bei Abbruch mit 20 Punkten Rückstand auf den 1. FC Saarbrücken auf dem siebten Platz rangierten. Im Sommer 2020 kam mit Niclas Heimann eine neue Nummer 1 nach Ulm, der sich jedoch kurz nach Saisonbeginn verletzte. Zwischenzeitlich stand Ortag zwischen den Pfosten, ehe der Klub den vereinslosen Maximilian Reule nachverpflichtete. Hinter diesem rückte er ins zweite sowie nach Genesung Heimanns im Frühjahr ins dritte Glied. Nach Ablauf des Einjahresvertrags von Reule im Sommer 2021 war Ortag unter Trainer Thomas Wörle wieder erster Ersatztorwart und stand nach einer erneuten Verletzung Heimanns ab dem 19. Spieltag der Spielzeit 2021/22 wieder im Tor, ehe er seinerseits verletzungsbedingt die letzten drei Spieltage passen musste.
Im Mai 2022 verlängerte Ortag seinen Vertrag beim SSV Ulm 1846 bis 2025. In der  Spielzeit 2022/23 war er Rückhalt der Ulmer Mannschaft, die mit dem Aufstieg in die 3. Liga nach über zwanzig Jahren die Rückkehr in den Profifußball schaffte. Beim bedeutungslosen letzten Saisonspiel stand Ersatzmann Lorenz Otto gegen Vizemeister TSV Steinbach Haiger zwischen den Pfosten, zur Drittligasaison 2023/24 kehrte er als Stammkraft ins Tor zurück. Mit dem Klub etablierte er sich schnell im Saisonverlauf im oberen Drittel und nach einer starken Rückrunde, in der nur das erste Spiel verloren ging, gelang die Drittligameisterschaft und der damit verbundene Aufstieg in die 2. Bundesliga. Dabei stand er in den ersten 36 Saisonspielen zwischen den Pfosten und wurde nur in den letzten beiden Saisonspielen, als der Aufstieg bereits feststand und er kurz zuvor Vater geworden war, von erneut Otto sowie Marvin Seybold vertreten. Auch in der zweithöchsten Spielklasse war er wieder unumstrittene Nummer 1 bei den Spatzen. Im DFB-Pokal-Spiel gegen den FC Bayern München in der ersten Runde des Wettbewerbs 2024/25 am 16. August 2024 zog er sich eine Gehirnerschütterung zu und wurde durch den eingewechselten Seybold ersetzt, beim folgenden Meisterschaftsspiel stand er wieder zwischen den Pfosten.